# Wertgesetz
Das Wertgesetz ist laut der marxistischen Wirtschaftstheorie das Gesetz, das die Produzenten in einer „warenproduzierenden Gesellschaft“, die zwar privat arbeiten, aber durch Arbeitsteilung und Warentausch voneinander abhängig sind, koordiniert. Ein solches Gesetz ist notwendig, da Marktwirtschaften keinem gesamtwirtschaftlichen Plan folgen.
Dieses Wertgesetz wirkt, „ohne den Beteiligten zum Bewusstsein zu kommen“, „nach Art eines Naturgesetzes“. Ähnlich wie ein Naturgesetz muss auch das Wertgesetz durch wissenschaftliche Untersuchungen – Wirtschaftswissenschaft – erschlossen werden. Die tatsächlich zu beobachtenden Marktpreise weichen in der Regel von ihrem theoretisch zu erwartenden Wert ab. Der Konkurrenzkampf, der auch zum Untergang einzelner Produzenten führen kann, bewirkt, dass die Marktpreise zu ihren theoretisch zu erwartenden Werten, die auch als Gleichgewichtswerte bezeichnet werden, tendieren, um diese Werte „gravitieren“.
Auch in der liberal-bürgerlichen Wirtschaftstheorie folgt die Koordinierung der Wirtschaftssubjekte bestimmten ökonomischen Gesetzmäßigkeiten (vgl. etwa die unsichtbare Hand von Adam Smith). Die bürgerliche Wirtschaftstheorie bewertet diese Gesetzmäßigkeiten aber anders als Marx, der sie kritisch bewertet. Außerdem kommt sie zu anderen Gesetzen als Marx, der das Wertgesetz gemäß der Arbeitswertlehre erklärt.

## Abgrenzung Wertgesetz und Arbeitswertlehre
Im ersten Band von Das Kapital untersucht Karl Marx den kapitalistischen Prozess im Allgemeinen ohne Einflüsse des Staates. Die Preise der Waren, auch der Ware „Arbeitskraft“, werden zunächst durch die Arbeitswerte bestimmt. Auf einer weiterentwickelten Stufe der Betrachtung stellen sich die in bestimmter Weise definierten Produktionspreise als Bestimmungsgröße der Preise heraus.
Unter dem Begriff „Wertgesetz“ wird dagegen untersucht, welche Ursachen, zum Beispiel staatliches Handeln, dieses Wertgesetz stören, außer Kraft setzen oder verändern können. So ist etwa der Weltmarkt nicht einfach ein einziger großer Markt, wie in „Das Kapital. Erster Band“ angenommen, sondern es sind die verschiedenen Staaten und ihre Politik zu berücksichtigen.

## Das Wertgesetz bei Friedrich Engels
In „Ergänzung und Nachtrag zum III. Buche des ‚Kapital‘“ begrenzt Friedrich Engels den Begriff „Marxsches Wertgesetz“ auf die sog. einfache Warenproduktion. Die einfache Warenproduktion ist dabei als eine warenproduzierende Einklassengesellschaft gedacht, in welcher die Produzenten, Handwerker oder Bauern, ihre Produkte gemäß den Arbeitswerten tauschen. Die Arbeitswertlehre gilt unter diesen Umständen genau.
In der kapitalistischen Produktionsform wird das Wertgesetz modifiziert.
Erstens gibt es jetzt zwei Klassen, Arbeiter und Kapitalisten. Die Arbeiter verkaufen ihre Ware, die Arbeitskraft, zu ihrem Wert an die Kapitalisten. Im Produktionsprozess wird aber ein Wert geschaffen, der größer ist als der Wert der Arbeitskraft. Dieser Unterschied verbleibt als Mehrwert bei den Kapitalisten.
Zweitens bildet sich zwischen den Branchen eine allgemeine Profitrate heraus, die dazu führt, dass die Preise nicht mehr unmittelbar durch die Arbeitswerte (Wertgesetz im engeren Sinne), sondern durch bestimmt definierte Produktionspreise bestimmt werden.

## Das Wertgesetz in der „Weltmarktdebatte“
Spätere marxistische Autoren sprechen auch dann vom „Wertgesetz“, wenn die Warenpreise durch die Produktionspreise bestimmt werden, und untersuchen dann, ob und wie dies verändert werden kann.
In der sog. „Weltmarktdebatte“ der 70er Jahre erscheint der Begriff „Wertgesetz“ insbesondere im Zusammenhang mit Planwirtschaften oder mit staatlicher Wirtschaftspolitik. Können Zentralverwaltungswirtschaften das naturwüchsig wirkende Wertgesetz durch bewusste Planung ersetzen oder nicht? Setzt sich über die Konkurrenz des Weltmarktes das Wertgesetz letztlich auch in Zentralverwaltungswirtschaften durch? Können Konzerne (Monopole, Oligopole) oder die Wirtschaftspolitik des Staates das Wertgesetz verändern oder aufheben? Bildet sich weltweit eine einheitliche allgemeine Profitrate heraus oder bleiben nationale Unterschiede bestehen?
In dem Maße wie sich das Wertgesetz weltweit durchsetzt, wie es weltweit zu einer einheitlichen allgemeinen Profitrate kommt (was umstritten ist), werden nicht nur national, sondern auch weltweit die Einzelkapitale zu einem „reellen“ Gesamtkapital zusammengeschlossen, soll heißen, dass sich die Einzelkapitale wie ein einziges gesellschaftliches Gesamtkapital verhalten.
Staatliche Politik, zum Beispiel durch nationale Zölle oder Wechselkurspolitik, aber auch internationale Konzerne, durch Marktmacht, können das Wertgesetz grundsätzlich verändern.

## Zitate von Karl Marx

### „Das Kapital“
In der Schrift Das Kapital von Karl Marx wird u. a an zwei Stellen eine klassische Formulierung des Wertgesetzes bzw. der Arbeitswerttheorie vorgenommen:

„Je größer die Produktivkraft der Arbeit, desto kleiner die zur Herstellung eines Artikels erheischte Arbeitszeit, desto kleiner die in ihm kristallisierte Arbeitsmasse, desto kleiner sein Wert. Umgekehrt, je kleiner die Produktivkraft der Arbeit, desto größer die zur Herstellung eines Artikels notwendige Arbeitszeit, desto größer sein Wert.“

„In welcher Weise immer die Preise der verschiedenen Waren zuerst gegeneinander festgesetzt oder geregelt sein mögen, das Wertgesetz beherrscht ihre Bewegung. Wo die zu ihrer Produktion erheischte Arbeitszeit fällt, fallen die Preise; wo sie steigt, steigen die Preise, bei sonst gleichbleibenden Umständen“

Weiterhin betonte Marx diesbezüglich: „Der Austausch oder Verkauf der Ware zu ihrem Wert ist das Rationelle, das natürliche Gesetz ihres Gleichgewichts; von ihm ausgehend, sind die Abweichungen zu erklären …“

### „Zur Kritik der politischen Ökonomie“
„Ricardos Untersuchungen beschränken sich ausschließlich auf die Wertgröße, und mit Bezug auf diese ahnt er wenigstens, daß die Verwirklichung des Gesetzes von bestimmten historischen Voraussetzungen abhängt. Er sagt nämlich, daß die Bestimmung der Wertgrößen durch die Arbeitszeit nur für die Waren gelte, ‚die durch die Industrie beliebig vermehrt werden können und deren Produktion durch uneingeschränkte Konkurrenz beherrscht wird‘. Es heißt dies in der Tat nur, dass das Gesetz des Wertes zu seiner völligen Entwicklung die Gesellschaft der großen industriellen Produktion und der freien Konkurrenz, d. h. die moderne bürgerlich Gesellschaft voraussetze.“

## Politische Schlussfolgerungen
Im Gegensatz zum Keynesianismus, aber nicht unähnlich marktkonformen Auffassungen, kann nach marxistischer Auffassung das Wertgesetz durch staatliche Eingriffe nicht dauerhaft verändert werden. Marx hält Gewerkschaften für notwendig, doch „sollte die Arbeiterklasse die endgültige Wirksamkeit dieser tagtäglichen Kämpfe nicht überschätzen. Sie sollte nicht vergessen, dass sie gegen Wirkungen kämpft, nicht aber gegen die Ursachen dieser Wirkungen; …“